# Jardín botánico de la Universidad de Oulu
El Jardín Botánico de la Universidad de Oulu (en finés Oulun yliopiston kasvitieteellinen puutarha), es un jardín botánico localizado en las afueras de Oulu (Finlandia), gestionado por la Universidad de Oulu, constituyendo parte integrante del departamento de Biología de esta universidad. 
La extensión total es de 16 hectáreas, ( 10 se encuentran divididas en secciones con caminos de paseo), los invernaderos con unos 730 m² fueron diseñados por el arquitecto Kari Virta quien también construyó todos los edificios de la universidad de Oulu. 
El jardín botánico es miembro del BGCI, y su código de identificación internacional como institución botánica, así como las siglas de su herbario es OULU.

## Localización
Se encuentra en la calle Kaitoväylä 5, junto al lago Kuivasjärvi en la parte norte del campus Linnanmaa.
Se llega al jardín botánico en un trayecto de 15 minutos en autobús que sale del centro de Oulu.
Oulun yliopiston kasvitieteellinen puutarha, P.O.Box 3000 FIN-90014, Oulu, Pohjois-Pohjanmaa, Suomen Tasavalta-Finlandia.65°3′47″N 25°27′55″E / 65.06306, 25.46528
- Promedio anual de lluvia: 450 mm
- Altitud: 16.00 m s. n. m.

## Historia
El jardín botánico se trasladó a su emplazamiento actual en el verano de 1983, anteriormente se encontraba en el parque Ainola situado en el centro de la ciudad de Oulu. 
Los pequeño lagos y las colinas que se encuentran en este jardín son de diseño, construidos artificialmente, pues anteriormente el terreno era muy llano.

## Colecciones
Casi todas las plantas que se cultivan en este jardín son de semillas de intercambio con unos 500 jardines en 113 países de todo el mundo, además este botánico es uno de los mayores suministradores de semillas de plantas nórdicas a los jardines botánicos de todo el mundo.
- Los invernaderos

Las colecciones de los invernaderos se encuentran en unos 730 m² tienen forma piramidal, con los dos mayores uno en frente de otro denominados como Romeo y Julieta.
Estos invernaderos son construcciones de acero y cubiertos con plástico celular, tienen tal forma para permitir el cómodo desarrollo de las plantas con sus correspondientes alturas sin que se interfieran unas con otras. La humedad, la temperatura, la ventilación y el grado de luzse regulan automáticamente. Los edificios que están conectados a estas pirámides, comprenden un invernadero multifuncional, tiendas, oficinas, sala de reuniones, etc.
Estos invernaderos situados en zona bioclimática ártica, tienen controladas rigurosamente tanto las temperaturas del terreno, y del aire así como las duraciones de la luz del día con iluminación artificial. La duración del día de invierno en las zonas tropical y la de lluvias en verano es de 12 horas y de 9 horas en las restantes zonas. 
La temperatura del terreno, cuando en el exterior está totalmente helado aquí se mantiene en niveles de 20 a 24 oC, de tal modo que las raíces se mantengan en buenas condiciones. También la temperatura del aire se reduce durante el invierno ártico, cuando la luz artificial es insuficiente para mantener un crecimiento intenso de las plantas, por lo que las plantas se mantienen en reposo y además se ahorra una gran cantidad de energía. 
- Colecciones al aire libre.

El terreno de exposición contiene unas 4000 especies de plantas, dispuestas alrededor de los invernaderos, se exponen en 7 divisiones: 
- - Por división sistemática (iniciada en 1989): Con las plantas con sus nombres y clasificación binomial científica.
  - Plantas de importancia económica: Agrupadas de acuerdo con sus usos ( vegetales, aromáticas, de forraje, para alimentación, medicinales).
  - Plantas nativas: Contienen una variedad de biotopos (costas, prados, pantanos, etc.) donde se enseñan las plantas finlandesas en sus hábitats naturales.
  - Las colinas : Constituyen una rocalla con los hábitats más apropiados para las plantas de montaña, generalmente plantas nórdicas.

Las plantas de Asia, Europa (Escandinavia, separadamente) y Norteamérica), se muestran en colinas separadas con unas 300 especies.

## Equipamientos
- Herbario con 600.000 especímenes.
- Index Seminum.
- Micropropagación de ejemplares.
- Laboratorios.
- Tiendas de regalos, semillas.
- Oficinas.
- Sala de reuniones.